# Sticking Places
《Sticking Places》是sphere的第13張單曲。2013年11月27日由GloryHeaven發行。

## 概要
與前作《GENESIS ARIA》相隔三個月發行，是2013年的第2張單曲。標題曲《Sticking Places》是電視動畫《當不成勇者的我，只好認真找工作了。》的主題曲。

## 收錄曲目
1. Sticking Places [4:43]
作詞：松井洋平，作曲、編曲：倉内達矢
電視動畫《當不成勇者的我，只好認真找工作了。》主題曲
2. 輪郭の無い未来へと[5:00]
作詞：rino，作曲、編曲：松田彬人
3. Sticking Places（Off Vocal）
4. 輪郭の無い未来へと（Off Vocal）

DVD（只限初回限定盤）
1. Sticking Places（Music Clip）

## 外部連結
- Lantis介紹網站
  - 初回限定盤（页面存档备份，存于）
  - 通常盤（页面存档备份，存于）
  - 限定生産盤（页面存档备份，存于）